# パパママバイバイ
『パパママバイバイ』は、早乙女勝元の絵本。またそれを原作とした株式会社映像企画の劇場用アニメーション作品。

## 概要
1977年、横浜市で起こった米軍機墜落事件を元にした絵本作品。題名の「パパママバイバイ」は、ユー君のモデルである男児の最期の言葉とされている。
1979年、草土文化社から出版される。作:早乙女勝元、作詞：門倉さとし、作画：鈴木たくま。
2001年、日本図書センターから再販されている（ISBN 4-8205-6611-3）。

## 映画

### 概要 (映画)
絵本を原作とするアニメーション映画。ホール等で自主上映された。1984年7月8日公開。カラー75分。

### ストーリー
横浜に住む元気で仲の良いユー君、ヤス君兄弟は、両親の深い愛情を受け楽しく暮らしており、隣に住む小学生の少女・かおりとも大の仲良しで本当のお姉さんのように募っていた。
ある日、かおりの通う小学校で運動会があり、ユー君とヤス君はかおりの応援に行くことを楽しみにしていた。しかし、風邪をひいた2人は運動会に行くことができなくなり、当日家でユー君ヤス君ママと共にかおりの応援をすることになる。
その頃、小学校上空にエンジン火災を起こした米軍の戦術偵察機RF-4BファントムIIが飛来する。その後乗員2人は射出座席で脱出、制御を失ったファントムは、運動会に参加していた全員の前でユー君たちの住む住宅地に墜落した。基地を離陸したばかりで燃料を満載していた偵察機は、周囲約400mの住宅20軒以上を巻き込んで大爆発を起こした。全てを目の当たりにしたかおりは、急いで駆けつけるが火の海で近寄れない。やがて自衛隊のヘリコプターがやって来るが、無傷の米軍パイロットだけを救出して去ってしまい、かおりの同級生の新八は激怒する。ユー君とヤス君、ユー君ヤス君の母とかおりの母は住民によって救出され病院に運ばれた。
かおりの母は一命を取り留めたが、ユー君とヤス君は全身火傷を負い、その日の夜にユー君は「パパママバイバイ」の言葉を残し、ヤス君は鳩ぽっぽの歌を口ずさみながら、5歳と3歳というあまりにも短い生涯を閉じた。ユー君ヤス君の母は4ヶ月間に60回以上の皮膚移植を受けるものの、治療の甲斐なく我が子の死を知らされないまま亡くなってしまった。
2人の幼い命を奪った悲惨さ、日米地位協定を盾に罰せられることのない米軍パイロットの理不尽さを描いたアニメ映画である（事件の詳細は、横浜米軍機墜落事件を参照）。

### スタッフ
- 原作：早乙女勝元（草土文化刊）
- 企画・製作：株式会社映像企画
- 製作：草場和義
- 製作協力：東映動画
- 監督：設楽博
- 作画監督・キャラクターデザイン：青嶋克己
- 脚本：山形雄策
- 撮影監督：片山幸男
- 音楽：毛利蔵人
- 美術監督：吉原一輔
- 録音：二宮健治
- 編集：干場豊
- 監督助手：梅澤淳稔、松原明徳

### 声の出演
- ユー君：三田ゆう子
- ヤス君：永井秀男
- パパ：青野武
- ママ、朗読：日色ともゑ
- おばあちゃん：中西妙子
- かおりの兄：古谷徹
- かおりちゃん：冨永みーな
- かおりのお父さん：佐藤正治
- かおりのお母さん：川島千代子
- お花のおじさん：塩沢兼人
- お花のおばさん：中野聖子
- 新八：青木和代
- 健二：田崎聖子
- 学：上村典子
- リカ：飯塚はるみ
- ハナヨ：鈴木富子
- 協力：青二プロダクション

### 関連商品
- アニメ絵本（草土文化刊、1984年7月15日発行）
- ビデオソフト（パラマウントビデオ）
- 『パパママバイバイノート』 - 早乙女勝元・編。本作についての反響をまとめた一冊。